# 南希·罗伯逊
南希·罗伯逊（英語：Nancy Robertson，1949年—），加拿大女子跳水运动员。她曾代表加拿大参加1971年泛美运动会跳水比赛，获得一枚金牌。她也曾参加1968年和1972年夏季奥运会。